# Thomas Howard, II conte di Effingham
Thomas Howard (1714 – 19 novembre 1763) è stato un nobile e militare britannico.
Ebbe il titolo di cortesia di Lord Howard dal 1731 al 1743, quando ereditò il titolo di conte di Effingham alla morte del padre.

## Biografia
Era figlio di Francis Howard, I conte di Effingham e Diana O'Farrell.
Venne nominato Deputy Lieutenant del West Riding of Yorkshire il 19 febbraio 1734. Il 7 gennaio 1739 gli fu affidata la guida del reparto delle Horse Grenadier Guards, di cui suo padre fu poi capitano e colonnello.
Fu promosso a luogotenente e capitano il 10 maggio 1740. Alla morte di suo padre nel febbraio del 1743 Thomas gli succedette divenendo il secondo conte di Effingham e divenne conseguentemente Deputy Earl Marshal. L'11 aprile 1743 Effingham divenne prima luogotenente e poi luogotenente-colonnello delle guardie a cavallo.
Sposò Elizabeth Beckford, figlia di Peter Beckford e sorella di William Beckford, il 14 febbraio 1745. Dal matrimonio nacquero tre figli:
- Lady Elizabeth Howard
- Thomas Howard, III conte di Effingham (1747–1791);
- Richard Howard, IV conte di Effingham (1748–1816).

Effingham fu nominato aiutante da campo del re il 20 agosto 1749 e ricevette il titolo di colonnello del 34º reggimento di fanteria il 2 dicembre 1754.
Venne promosso generale-maggiore il 15 gennaio 1758 e luogotenente-generale il 22 febbraio 1760.
Il 30 ottobre 1760 lasciò il 34º reggimento per diventare capitano e colonnello delle truppe delle Horse Grenadier Guards.
Morì tre anni dopo e gli succedette il figlio maggiore Thomas.